# Discografie van D-Double
Hieronder volgt de discografie van de Nederlandse rapper D-Double, met name zijn albums en zijn nummers met een notering in een hitlijst. 

## Albums
| Album           | Verschijnen      | Label     | Hitlijsten | Hitlijsten | Hitlijsten | Hitlijsten | Opmerkingen |
| Album           | Verschijnen      | Label     | BE (VL)    | BE (VL)    | NL         | NL         | Opmerkingen |
| Album           | Verschijnen      | Label     | Piek       | Weken      | Piek       | Weken      | Opmerkingen |
| --------------- | ---------------- | --------- | ---------- | ---------- | ---------- | ---------- | ----------- |
| Nood breekt wet | 30 maart 2018    | Top Notch | 77         | 3          | 8          | 7          | Studioalbum |
| Cash fetisj     | 25 april 2019    | Top Notch | 109        | 1          | 17         | 6          | Studioalbum |
| Bankjes         | 26 februari 2021 | Top Notch | —          | —          | 44         | 2          | Studioalbum |
| Capo di tuttu   | 8 maart 2023     | Bankjes   | 137        | 1          | 12         | 4          | Studioalbum |

## Nummers met notering(en) in een hitlijst
| Lied                                                                     | Verschijnen       | Album                                | Hitlijsten | Hitlijsten | Hitlijsten  | Hitlijsten  | Hitlijsten   | Hitlijsten   | Opmerkingen          |
| Lied                                                                     | Verschijnen       | Album                                | BE (VL)    | BE (VL)    | NL (Top 40) | NL (Top 40) | NL (Top 100) | NL (Top 100) | Opmerkingen          |
| Lied                                                                     | Verschijnen       | Album                                | Piek       | Weken      | Piek        | Weken       | Piek         | Weken        | Opmerkingen          |
| ------------------------------------------------------------------------ | ----------------- | ------------------------------------ | ---------- | ---------- | ----------- | ----------- | ------------ | ------------ | -------------------- |
| Mandela (met SBMG, Sevn Alias, Louis, Lijpe en Hef)                      | 30 september 2015 | Richting kraaie (van SBMG)           | —          | —          | —           | —           | 58           | 8            | Goud in Nederland    |
| Ma3lish (met Sevn Alias en Frenna)                                       | 16 oktober 2015   | —                                    | —          | —          | —           | —           | 87           | 3            | Goud in Nederland    |
| Accepteren (met Lijpe)                                                   | 27 november 2015  | Levensles (van Lijpe)                | —          | —          | —           | —           | 67           | 1            | Goud in Nederland    |
| Kibra (met Broederliefde en SBMG)                                        | 14 september 2016 | —                                    | —          | —          | tip2        | —           | 21           | 8            | Platina in Nederland |
| Strijders (met Lijpe en SBMG)                                            | 3 juni 2016       | Jackpot (van Lijpe)                  | —          | —          | —           | —           | 92           | 1            |                      |
| On the low (met Josylvio, Adje en Kevin)                                 | 4 november 2016   | Puna 10 jaar - ep                    | —          | —          | —           | —           | 71           | 1            |                      |
| Hustlers (met Hef, Sevn Alias en SBMG)                                   | 23 december 2016  | Ruman (van Hef)                      | —          | —          | —           | —           | 89           | 1            |                      |
| Geen tijd (met Lijpe)                                                    | 6 maart 2017      | —                                    | —          | —          | —           | —           | 87           | 1            | Goud in Nederland    |
| Karate (met JoeyAK, Sevn Alias en Vic9)                                  | 7 januari 2018    | Luitenant (Van JoeyAK)               | —          | —          | —           | —           | 88           | 1            |                      |
| Dom doen (met Bizzey en Broertje)                                        | 16 februari 2018  | November (van Bizzey)                | —          | —          | —           | —           | 66           | 1            |                      |
| A2 (met Lijpe)                                                           | 21 februari 2018  | —                                    | —          | —          | —           | —           | 73           | 2            |                      |
| Barzalona (met Kevin en Lijpe)                                           | 30 maart 2018     | Nood breekt wet                      | —          | —          | —           | —           | 66           | 1            |                      |
| Herres (met SBMG, MocroManiac en Josylvio)                               | 22 juni 2018      | Metro 53 (van SBMG)                  | —          | —          | —           | —           | 39           | 1            |                      |
| I like that (met Valsbezig)                                              | 18 januari 2019   | Cash fetisj                          | —          | —          | —           | —           | 47           | 3            |                      |
| Misschien (met Hef)                                                      | 25 januari 2019   | Koud (van Hef)                       | —          | —          | —           | —           | 62           | 1            |                      |
| Anoniem (met Chivv en Sevn Alias)                                        | 9 augustus 2019   | 2 borden, 1 tafel (van Chivv)        | tip        | —          | —           | —           | 24           | 8            |                      |
| Paper zien (remix) (met Yssi SB, Henkie T, Jack, Sevn Alias en Josylvio) | 25 juni 2020      | Nooit gedacht (van Yssi SB)          | tip19      | —          | tip3        | —           | 5            | 30           |                      |
| Intro 2                                                                  | 28 oktober 2020   | Bankjes                              | —          | —          | —           | —           | 91           | 1            |                      |
| Miss u (met Yssi SB en Henkie T)                                         | 21 juli 2022      | Capo di tutti                        | —          | —          | —           | —           | 69           | 1            |                      |
| Choppa (met Sevn Alias)                                                  | 11 november 2022  | The last flowbender (van Sevn Alias) | —          | —          | —           | —           | 86           | 1            |                      |